# National Farmer's Bank
La National Farmers’ Bank est un immeuble construit par l’architecte américain Louis Sullivan en 1908, avec des éléments décoratifs de George Elmslie, dans la ville d’Owatonna, dans l’État du Minnesota, aux États-Unis. Il est classé monument historique (National Historic Landmark) depuis le 7 janvier 1976 .

## Source
- (en) Cet article est partiellement ou en totalité issu de l’article de Wikipédia en anglais intitulé « National Farmers' Bank of Owatonna » (voir la liste des auteurs).

1. ↑  http://tps.cr.nps.gov/nhl/detail.cfm?ResourceId=1111&ResourceType=Building « Copie archivée » (version du 3 avril 2008 sur Internet Archive)